# 大聖寺 (横浜市)
大聖寺（だいしょうじ)は、神奈川県横浜市鶴見区にある天台宗の寺院である。
敷地内にはイチョウの木が植えられており、横浜市の名木古木指定樹木に登録されている。

## 寺院周辺
- 本町通商店街

## 交通アクセス
- JR東日本鶴見線　鶴見小野駅から徒歩10分
- JR東日本鶴見線　弁天橋駅から徒歩10分
- 京急電鉄本線　京急鶴見駅から徒歩15分、車5分